# Heroman
HEROMAN (ヒーロー マン, Hīrōman) é uma série de mangá e anime produzido pelo estúdio Bones e Stan Lee. Publicado na revista mensal Shonen Gangan início em setembro de 2009, o anime estreou em 1 de abril de 2010, na TV Tokyo e estações relacionadas.

## História
Orfão, o menino americano Joey Jones vive com sua avó na costa oeste do Estados Unidos, que trabalha em um restaurante do centro de uma cidade. Indo para a escola, ouve falar de um robô, um novo brinquedo chamado Heybo. Joey acredita que ficar com um fará sua vida melhor, transformando-o em um herói para proteger seus amigos e familiares. No entanto, seu salário não comporta tal gasto. Sua sorte muda quando ele pega um Heybo quebrado jogado fora por um valentão da escola.  Ele tenta consertá-lo, nomeia-o Heroman, mas não teve sorte em conseguir que ele funcionasse. No entanto, quando é atingido por um raio, ele se transforma em um robô gigante, apenas a tempo para salvar a amiga de Joey, Lina, do perigo iminente(na adaptação do manga, Lina e seu pai são atacados por um homem possuído pela vingança, buscando espíritos de um terno de armadura japonesa e Lina é seqüestrada; na adaptação do anime, Lina e seu pai chegam em um acidente de carro depois que seu carro é atingido por um raio e quase destruído). Agora, Joey e Heroman são a única defesa da Terra contra os aliens Skrugg insectoid, inconscientemente convocado para a Terra pelo professor de ciências de Joey.

## Personagens
| Nome           | Sinopse | Dublador        |
| -------------- | --- | --------------- |
| Joey Jones     | Joey é um garoto órfão que vivem com sua avó, que trabalha em um restaurante para fazer face às despesas. Sua vida muda quando ele corrige um robô, que ele o batiza de Heroman. Ele é capaz de emitir comandos para Heroman através de um controlador, que também pode dar a si mesmo poderes como super velocidade.                                                               | Komatsu Mikako  |
| Heroman        | Originalmente um robô de brinquedo quebrado chamado Heybo, Heroman é trazido à vida por um parafuso do relâmpago estranho e se transforma em um robô gigante. Ele usa os punhos poderosos para proteger a Terra do Skruggs. Embora incapaz de falar, ele é capaz de perceber os sentimentos Joey e usar seus poderes de acordo com isso, tais como fornecer uma barreira protetora. | -               |
| Psy            | Psy é o melhor amigo de Joey e sempre o protege dos valentões da escola. Usa muletas para ajudá-lo a andar após um grave acidente,provocado por Will durante um jogo de futebol americano, no passado que o deixou com problemas graves na parte inferior do corpo. | Kimura Ryohei   |
| Lina           | Lina é uma das colegas de Joey e é uma líder de torcida no Centro da Cidade Middle School. É de uma família rica, e o seu pai teme que, devido a Joey ser pobre, este seja uma má influência sobre ela, mas ela gosta dele de qualquer maneira, tentando desobedecer às ordens do pai e do irmão.                                                                                   | Obata Mayu      |
| Matthew Denton | Denton é professor de Joey em ciências e uma otaku(sinônimo para afcionado, louco, apaixonado) por alienígenas. Trata-se de suas experiências com a comunicação extraterrestre que conduzem os Skruggs para invadir a Terra. Essa culpa leva-o para ajudar Joey e Heroman sempre que possível, mesmo que ponha em perigo a si mesmo.                                                | Cho             |
| Will           | É irmão de Lina e um jogador de futebol americano em CCMS. Ele intimida Joey para mantê-lo longe de Lina.Provocou o acidente que feriu gravemente Psy durante um jogo de Futebol americano | Yasumura Makoto |
| Nick           | Nick é o melhor amigo de Will, e também incomoda Joey. O que se torna Heybo Heroman originalmente pertencia a Nick, mas ele o jogou fora depois que ele foi atropelado por um carro e ele decidiu que comprar um novo seria mais fácil do que corrigir a falha. | Akio Suyama     |
| Vovó Jones     | Vó de Joey. Muito simpática, cuida de Joey desde que os pais do garoto faleceram. Adora ouvir música e trata muito bem o neto. | Sumie Sakai     |
| Kogorr         | Kogorr é o líder das baratas, conhecido como Skrugg do mal (スクラッグ, Sukuraggu). Alienígenas que só vieram à Terra graças ao chamado do Dr. Denton, acabam decidindo tirar todos os recursos naturais do planeta. | Ishizuka Unshō  |
| Dr. Minami     | |                 |